# Мускис (муниципалитет)
Му́скис (исп. Múzquiz) — муниципалитет в Мексике, штат Коауила, с административным центром в городе Мельчор-Мускис. Численность населения, по данным переписи 2020 года, составила составила 71 627 человек.

## Общие сведения
Название Múzquiz дано в честь президента Мексики Мельчора Мускиса.
Площадь муниципалитета равна 8288 км², что составляет 5,47 % от площади штата, а наивысшая точка — 1770 метров, расположена в поселении Ла-Роха.
Он граничит с другими муниципалитетами Коауилы: на севере с Акуньей, на востоке с Сарагосой, Морелосом и Сан-Хуан-де-Сабинасом, на юго-востоке с Сабинасом, на юге с Прогресо, а на западе с Сан-Буэнавентурой и Окампо.

## Учреждение и состав
Муниципалитет был образован в 1850 году, в его состав входит 229 населённых пунктов, самые крупные из которых:
| Код INEGI                  | Населённый пункт                                                                                       | Численность населения (2005 год) | Численность населения (2010 год) | Численность населения (2020 год) |
| -------------------------- | --- | -------------------------------- | -------------------------------- | -------------------------------- |
| 020                        | Всего                                                                                                  | 62710                            | 66834                            | 71627                            |
| 0001                       | Мельчор-Мускис (исп. Ciudad Melchor Múzquiz) 27°52′39″ с. ш. 101°30′59″ з. д. (административный центр) | 31999                            | 35060                            | 38992                            |
| 0093                       | Палау (исп. Palaú) 27°53′25″ с. ш. 101°25′27″ з. д.                                                    | 16133                            | 16970                            | 17594                            |
| 0070                       | Минас-де-Барротеран (исп. Minas de Barroterán) 27°39′08″ с. ш. 101°17′05″ з. д.                        | 8228                             | 7842                             | 7746                             |
| 0043                       | Лас-Эсперансас (исп. Las Esperanzas) 27°44′34″ с. ш. 101°21′08″ з. д.                                  | 2806                             | 3029                             | 2915                             |
| 0047                       | Минас-ла-Флорида (исп. Minas la Florida) 27°39′05″ с. ш. 101°21′00″ з. д.                              | 1243                             | 1355                             | 1336                             |
| 0071                       | Ранчериас (исп. Rancherías) 27°49′05″ с. ш. 101°23′28″ з. д.                                           | 597                              | 640                              | 701                              |
| —                          | Прочие                                                                                                 | 1704                             | 1938                             | 2343                             |
| Названия на карте Генштаба | |                                  |                                  |                                  |

## Экономическая деятельность
По статистическим данным 2000 года, работоспособное население занято по секторам экономики в следующих пропорциях: сельское хозяйство, скотоводство и рыбная ловля — 5,6 %, промышленность и строительство — 45,2 %, сфера обслуживания и туризма — 46,1 %.

## Инфраструктура
По статистическим данным 2010 года, инфраструктура развита следующим образом:
- электрификация: 98,5 %;
- водоснабжение: 98,1 %;
- водоотведение: 88,8 %.

## Туризм
Основные достопримечательности:
- церковь Святой Розы Лимской, построенная в стиле барокко в XIX веке;
- монументы в честь Бенито Хуареса;
- музеи: антропологии, минералов, палеонтологии, а также исторический;
- места отдыха для туристов вдоль реки Сабинас;
- деревня Эль-Насимьенто, где проживают индейцы кикапу.

## Фотографии

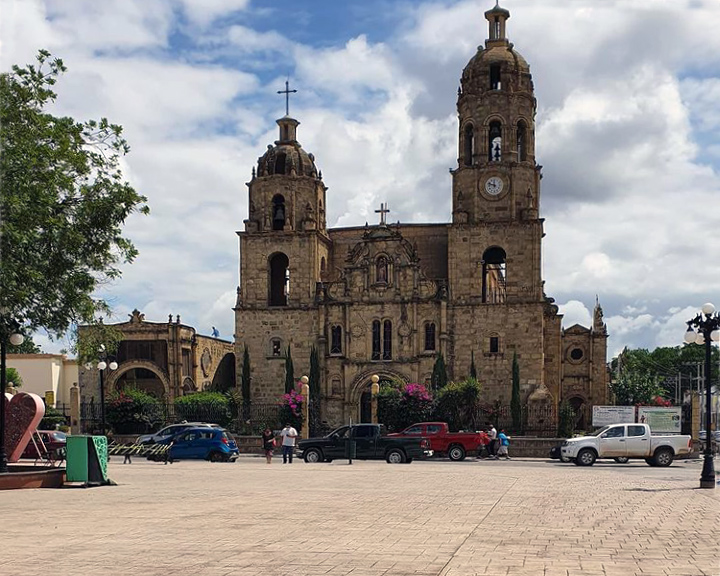
Церковь Розы Лимской
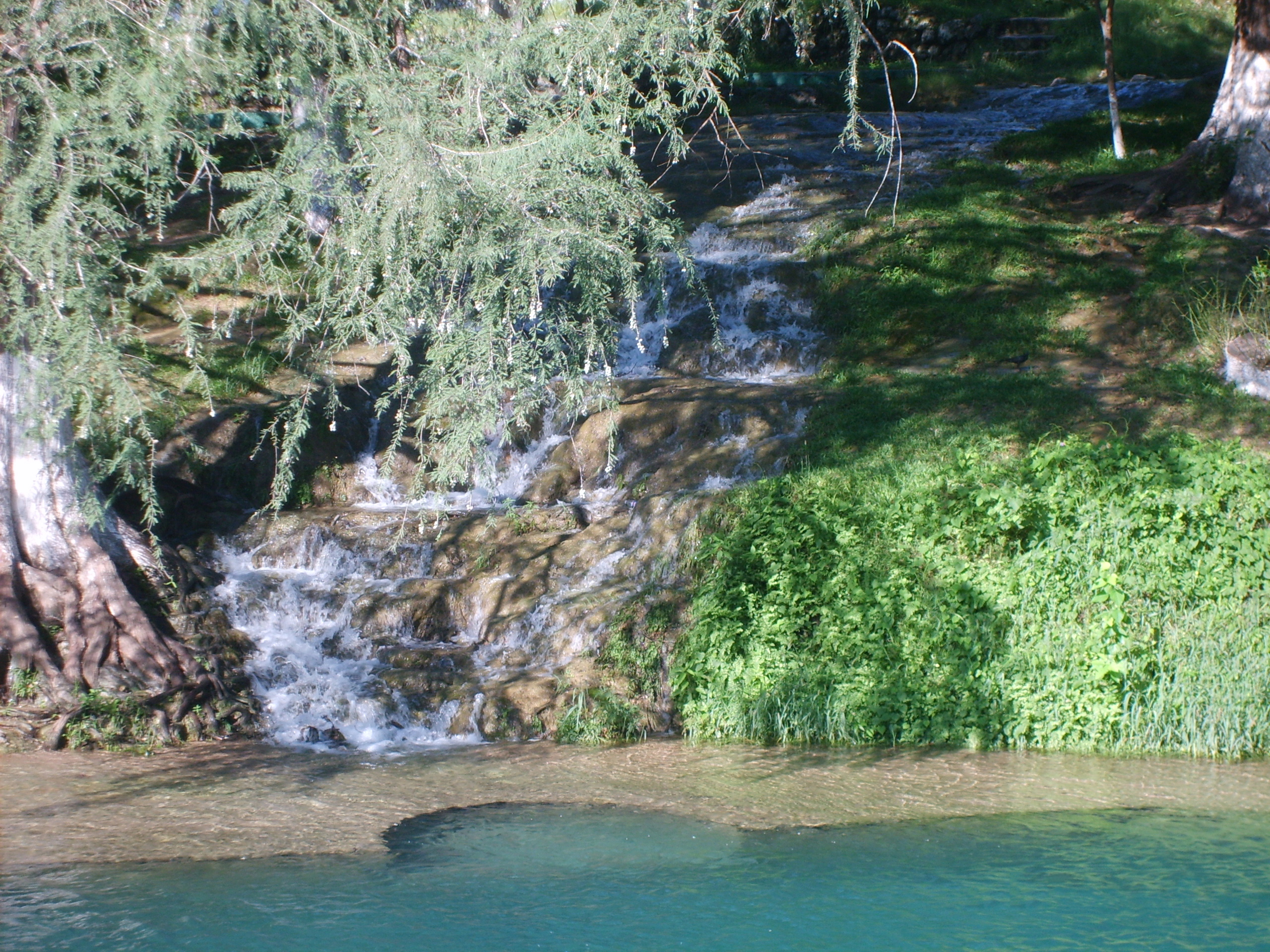
Река Сабинас